# Дансвоар
Дансвоар (фр. Dancevoir) насеље је и општина у североисточној Француској у региону Шампањ-Арден, у департману Горња Марна која припада префектури Шомон.
По подацима из 2011. године у општини је живело 226 становника, а густина насељености је износила 8,84 становника/km². Општина се простире на површини од 25,58 km². Налази се на средњој надморској висини од 370 метара.

## Демографија
| 1962. | 1968. | 1975. | 1982. | 1990. | 1999. | 2011. |
| ----- | ----- | ----- | ----- | ----- | ----- | ----- |
| 225   | 275   | 240   | 226   | 238   | 234   | 226   |

График промене броја становника у току последњих година